# Campeonato FIBA Américas Femenino Sub-18 de 2014
El IX Campeonato Femenino FIBA Américas Sub-18 se realiza entre el 6 y el 10 de agosto de 2014 en Colorado Springs, Estados Unidos, entrega 4 plazas para el Mundial de Básquet Femenino Sub-19 2015

## Equipos participantes
| Grupo A        | Grupo B     |
| -------------- | ----------- |
| México         | Chile       |
| Estados Unidos | Argentina   |
| El Salvador    | Brasil      |
| Canadá         | Puerto Rico |

## Fase preliminar

### Grupo A
| Equipo         | PJ | G | P | PF  | PC  | Dif  | Pts |
| -------------- | -- | - | - | --- | --- | ---- | --- |
| Estados Unidos | 3  | 3 | 0 | 329 | 181 | +148 | 6   |
| Canadá         | 3  | 2 | 1 | 222 | 195 | +27  | 5   |
| México         | 3  | 1 | 2 | 183 | 222 | -39  | 4   |
| El Salvador    | 3  | 0 | 3 | 121 | 257 | -136 | 3   |

#### Fecha 1
| 6 de agosto, 11:00                     | El Salvador                        | 34 - 65                            | Canadá                     |  |
| Reporte                                |                                    |                                    |                            |  |
| Parciales: 13-18, 4-20, 8-10, 9-17     | Parciales: 13-18, 4-20, 8-10, 9-17 | Parciales: 13-18, 4-20, 8-10, 9-17 | Colorado Springs, Colorado |  |
| Martinez Argueta, Hillary Fabiola (10) | Pts                                | Provo, Daneesha Danielle (14)      | Colorado Springs, Colorado |  |
| Martinez Argueta, Hillary Fabiola (8)  | Rebs                               | Fradgley, Rachel Margaret (9)      | Colorado Springs, Colorado |  |
| Rivas Garcia, Adriana Carolina (2)     | Asists                             | Colley, Shaylisha (4)              | Colorado Springs, Colorado |  |

| 6 de agosto, 18:00                    | México                                | 55 - 104                              | Estados Unidos             |  |
| Reporte                               |                                       |                                       |                            |  |
| Parciales: 10-26, 14-21, 16-32, 15-25 | Parciales: 10-26, 14-21, 16-32, 15-25 | Parciales: 10-26, 14-21, 16-32, 15-25 | Colorado Springs, Colorado |  |
| Ramos Gutiérrez, Claudia (15)         | Pts                                   | Turner, Brianna Janae (16)            | Colorado Springs, Colorado |  |
| Ramos Gutiérrez, Claudia (4)          | Rebs                                  | Wilson, A'Ja Riyadh (10)              | Colorado Springs, Colorado |  |
| Perez Gonzalez, Maria Marcela (2)     | Asists                                | Mabrey, Marina (6)                    | Colorado Springs, Colorado |  |

#### Fecha 2
| 7 de agosto, 15:30                   | México                               | 54 - 81                              | Canadá                     |  |
| Reporte                              |                                      |                                      |                            |  |
| Parciales: 9-19, 14-15, 16-23, 15-24 | Parciales: 9-19, 14-15, 16-23, 15-24 | Parciales: 9-19, 14-15, 16-23, 15-24 | Colorado Springs, Colorado |  |
| Perez Ramírez, Laura Alicia (22)     | Pts                                  | Provo, Daneesha Danielle (29)        | Colorado Springs, Colorado |  |
| Ramos Gutierrez, Claudia (12)        | Rebs                                 | Fradgley, Rachel Margaret (15)       | Colorado Springs, Colorado |  |
| Treviño Siller, Lorena Maryel (4)    | Asists                               | Colley, Shaylisha (6                 | Colorado Springs, Colorado |  |

| 7 de agosto, 17:30                   | Estados Unidos                       | 118 - 50                               | El Salvador                |  |
| Reporte                              |                                      |                                        |                            |  |
| Parciales: 33-11, 34-11, 38-7, 13-21 | Parciales: 33-11, 34-11, 38-7, 13-21 | Parciales: 33-11, 34-11, 38-7, 13-21   | Colorado Springs, Colorado |  |
| Shepard, Jessica Lynn (33)           | Pts                                  | Martinez Argueta, Hillary Fabiola (27) | Colorado Springs, Colorado |  |
| Collier, Napheesa (20)               | Rebs                                 | Martinez Argueta, Hillary Fabiola (18) | Colorado Springs, Colorado |  |
| Moore, Mariya (11)                   | Asists                               | Martinez Argueta, Hillary Fabiola (3)  | Colorado Springs, Colorado |  |

#### Fecha 3
| 8 de agosto, 15:30                   | El Salvador                          | 37 - 74                              | México                     |  |
| Reporte                              |                                      |                                      |                            |  |
| Parciales: 10-18, 5-16, 11-23, 11-17 | Parciales: 10-18, 5-16, 11-23, 11-17 | Parciales: 10-18, 5-16, 11-23, 11-17 | Colorado Springs, Colorado |  |
| Martínez Argueta, Hillary (39)       | Pts                                  | Pérez Ramirez, Laura (30)            | Colorado Springs, Colorado |  |
| Martínez Argueta, Hillary (26)       | Rebs                                 | Ramos Gutiérrez, Claudia (21)        | Colorado Springs, Colorado |  |
| Martínez Argueta, Hillary (6)        | Asists                               | Pérez González, Maria Marcela (5)    | Colorado Springs, Colorado |  |

| 8 de agosto, 17:30                    | Canadá                                | 76 - 107                              | Estados Unidos             |  |
| Reporte                               |                                       |                                       |                            |  |
| Parciales: 23-21, 18-33, 18-29, 17-24 | Parciales: 23-21, 18-33, 18-29, 17-24 | Parciales: 23-21, 18-33, 18-29, 17-24 | Colorado Springs, Colorado |  |
| Buttenham, Christina (37)             | Pts                                   | Turner, Brianna (47)                  | Colorado Springs, Colorado |  |
| Buttenham, Christina (16)             | Rebs                                  | Collier, Napheesa (30)                | Colorado Springs, Colorado |  |
| Colley, Shaylisha (10)                | Asists                                | Caldwell, Recee Adrianna (13)         | Colorado Springs, Colorado |  |

### Grupo B
| Equipo      | PJ | G | P | PF  | PC  | Dif | Pts |
| ----------- | -- | - | - | --- | --- | --- | --- |
| Brasil      | 3  | 2 | 1 | 193 | 183 | +10 | 5   |
| Argentina   | 3  | 2 | 1 | 148 | 145 | +3  | 5   |
| Chile       | 3  | 1 | 2 | 166 | 171 | -5  | 4   |
| Puerto Rico | 3  | 1 | 2 | 159 | 167 | -8  | 4   |

#### Fecha 1
| 6 de agosto, 11:00                       | Chile                                | 40 - 45                              | Argentina                  |  |
| Reporte                                  |                                      |                                      |                            |  |
| Parciales: 7-12, 10-12, 13-11, 10-10     | Parciales: 7-12, 10-12, 13-11, 10-10 | Parciales: 7-12, 10-12, 13-11, 10-10 | Colorado Springs, Colorado |  |
| Abuyeres Abarca, Catalina Alejandra (12) | Pts                                  | Albuerne, Julieta Paola (12)         | Colorado Springs, Colorado |  |
| Abuyeres Abarca, Catalina Alejandra (10) | Rebs                                 | Llorente, Victoria (11)              | Colorado Springs, Colorado |  |
| Basaez Narvaez, Sendy Genesis (4)        | Asists                               | Llorente, Victoria (3)               | Colorado Springs, Colorado |  |

| 6 de agosto, 13:00                          | Brasil                                | 57 - 64                               | Puerto Rico                |  |
| Reporte                                     |                                       |                                       |                            |  |
| Parciales: 15-13, 11-20, 11-17, 20-14       | Parciales: 15-13, 11-20, 11-17, 20-14 | Parciales: 15-13, 11-20, 11-17, 20-14 | Colorado Springs, Colorado |  |
| De Paula, Gabriela Guimaraes (15)           | Pts                                   | Leon Garcia, Aleana Lyd (15)          | Colorado Springs, Colorado |  |
| Ribeiro Benedicto, Kananda (6)              | Rebs                                  | Robinson, Chelsea Tyree (6)           | Colorado Springs, Colorado |  |
| Dos Reis De Oliveira, Caroline Fernanda (2) | Asists                                | Crespo Santana, Paola Michelle (1)    | Colorado Springs, Colorado |  |

#### Fecha 2
| 7 de agosto, 11:00                 | Argentina                          | 56 - 61                            | Brasil                     |  |
| Reporte                            |                                    |                                    |                            |  |
| Parciales: 20-21, 7-8, 21-13, 8-19 | Parciales: 20-21, 7-8, 21-13, 8-19 | Parciales: 20-21, 7-8, 21-13, 8-19 | Colorado Springs, Colorado |  |
| Llorente, Victoria (17)            | Pts                                | De Paula, Gabriela Guimaraes (29)  | Colorado Springs, Colorado |  |
| Llorente, Victoria (25)            | Rebs                               | De Paula, Gabriela Guimaraes (20)  | Colorado Springs, Colorado |  |
| Armesto, Magali Aldana (6)         | Asists                             | Dos Reis, Tayna Fernanda (4)       | Colorado Springs, Colorado |  |

| 7 de agosto, 13:00                    | Puerto Rico                           | 51 - 63                                  | Chile                      |  |
| Reporte                               |                                       |                                          |                            |  |
| Parciales: 11-20, 14-16, 12-16, 14-11 | Parciales: 11-20, 14-16, 12-16, 14-11 | Parciales: 11-20, 14-16, 12-16, 14-11    | Colorado Springs, Colorado |  |
| Leon Garcia, Aleana Lyd (21)          | Pts                                   | Abuyeres Abarca, Catalina Alejandra (23) | Colorado Springs, Colorado |  |
| Crespo Santana, Paola Michelle (16)   | Rebs                                  | Abuyeres Abarca, Catalina Alejandra (23) | Colorado Springs, Colorado |  |
| Crespo Santana, Paola Michelle (2)    | Asists                                | Basaez Narvaez, Sendy Genesis (7)        | Colorado Springs, Colorado |  |

#### Fecha 3
| 8 de agosto, 11:00                    | Chile                                 | 63 - 75                               | Brasil                     |  |
| Reporte                               |                                       |                                       |                            |  |
| Parciales: 15-15, 11-20, 16-20, 21-20 | Parciales: 15-15, 11-20, 16-20, 21-20 | Parciales: 15-15, 11-20, 16-20, 21-20 | Colorado Springs, Colorado |  |
| Bárbara Cousiño Contreras (36)        | Pts                                   | Gabriela De Paula (37)                | Colorado Springs, Colorado |  |
| Catalina Abuyeres Abarca (29)         | Rebs                                  | Gabriela De Paula (27)                | Colorado Springs, Colorado |  |
| Sendy Basaez Narvaez (12)             | Asists                                | Tayna Dos Reis (7)                    | Colorado Springs, Colorado |  |

| 8 de agosto, 13:00                  | Puerto Rico                         | 44 - 47                             | Argentina                  |  |
| Reporte                             |                                     |                                     |                            |  |
| Parciales: 10-10, 11-7, 6-16, 17-14 | Parciales: 10-10, 11-7, 6-16, 17-14 | Parciales: 10-10, 11-7, 6-16, 17-14 | Colorado Springs, Colorado |  |
| Aleana Leon Garcia (42)             | Pts                                 | Victoria Llorente (38)              | Colorado Springs, Colorado |  |
| Paola Crespo Santana (25)           | Rebs                                | Victoria Llorente (38)              | Colorado Springs, Colorado |  |
| Sofía Roma (3)                      | Asists                              | Magali Armesto (9)                  | Colorado Springs, Colorado |  |

## Partidos de reclasificación
|  | Reclasificación               | Reclasificación               |    |                                | 5.º puesto                     | 5.º puesto |  |
|  |                               |                               |    |                                |                                |            |  |
|  |                               |                               |    |                                |                                |            |  |
|  | Colorado Springs, 9 de agosto |                               |    |                                |                                |            |  |
|  | Puerto Rico                   | 68                            |    |                                |                                |            |  |
|  | México                        | 51                            |    |                                |                                |            |  |
|  |                               |                               |    |                                |                                |            |  |
|  |                               |                               |    |                                | Colorado Springs, 10 de agosto |            |  |
|  |                               |                               |    |                                | Puerto Rico                    | 51         |  |
|  |                               | Chile                         | 49 |                                |                                |            |  |
|  |                               |                               |    |                                |                                |            |  |
|  |                               |                               |    |                                |                                |            |  |
|  |                               |                               |    |                                | 7.º puesto                     |            |  |
|  | Colorado Springs, 9 de agosto | Colorado Springs, 9 de agosto |    | Colorado Springs, 10 de agosto | Colorado Springs, 10 de agosto |            |  |
|  | Chile                         | 63                            |    | México                         | 77                             |            |  |
|  | El Salvador                   | 41                            |    |                                | El Salvador                    | 45         |  |

### Primera ronda
| 9 de agosto, 11:00                  | México                              | 51 - 68                             | Puerto Rico      |  |
| Reporte                             |                                     |                                     |                  |  |
| Parciales: 16-15, 8-13, 9-21, 18-19 | Parciales: 16-15, 8-13, 9-21, 18-19 | Parciales: 16-15, 8-13, 9-21, 18-19 | Colorado Springs |  |
| Lopez Copado, Narda Dominick (18)   | Pts                                 | Leon Garcia, Aleana Lyd (23)        | Colorado Springs |  |
| Lopez Copado, Narda Dominick (11)   | Rebs                                | Roma, Sofia Laura (12)              | Colorado Springs |  |
| Diaz Vázquez, Monica De Jesus (6)   | Asists                              | Leon Garcia, Aleana Lyd (6)         | Colorado Springs |  |

| 9 de agosto, 13:00                       | Chile                              | 63 - 41                                | El Salvador      |  |
| Reporte                                  |                                    |                                        |                  |  |
| Parciales: 29-14, 7-8, 10-7, 17-12       | Parciales: 29-14, 7-8, 10-7, 17-12 | Parciales: 29-14, 7-8, 10-7, 17-12     | Colorado Springs |  |
| Abuyeres Abarca, Catalina Alejandra (14) | Pts                                | Martinez Argueta, Hillary Fabiola (11) | Colorado Springs |  |
| Abuyeres Abarca, Catalina Alejandra (10) | Rebs                               | Martinez Argueta, Hillary Fabiola (12) | Colorado Springs |  |
| Basaez Narvaez, Sendy Genesis (5)        | Asists                             | Martinez Argueta, Hillary Fabiola (8)  | Colorado Springs |  |

### Séptimo puesto
| 10 de agosto, 11:00                   | México                              | 77 - 45                                | El Salvador      |  |
| Reporte                               |                                     |                                        |                  |  |
| Parciales: 19-6, 19-18, 19-12, 20-9   | Parciales: 19-6, 19-18, 19-12, 20-9 | Parciales: 19-6, 19-18, 19-12, 20-9    | Colorado Springs |  |
| Soto Antillon, Dana (15)              | Pts                                 | Rivas Garcia, Adriana Carolina (17)    | Colorado Springs |  |
| Perez Ramirez, Laura Alicia (7)       | Rebs                                | Martinez Argueta, Hillary Fabiola (12) | Colorado Springs |  |
| Mejia Hernández, Claudia Cristina (4) | Asists                              | Martinez Argueta, Hillary Fabiola (4)  | Colorado Springs |  |

### Quinto puesto
| 10 de agosto, 13:00                   | Puerto Rico                           | 51 - 49                                  | Chile            |  |
| Reporte                               |                                       |                                          |                  |  |
| Parciales: 13-11, 11-15, 10-10, 17-13 | Parciales: 13-11, 11-15, 10-10, 17-13 | Parciales: 13-11, 11-15, 10-10, 17-13    | Colorado Springs |  |
| Leon Garcia, Aleana Lyd (14)          | Pts                                   | Cousiño Contreras, Barbara Rocio (17)    | Colorado Springs |  |
| Leon Garcia, Aleana Lyd (10)          | Rebs                                  | Abuyeres Abarca, Catalina Alejandra (13) | Colorado Springs |  |
| Leon Garcia, Aleana Lyd (2)           | Asists                                | Basaez Narvaez, Sendy Genesis (5)        | Colorado Springs |  |

## Fase final
|  | Semifinales                   | Semifinales                   |     |                                | Final                          | Final |  |
|  |                               |                               |     |                                |                                |       |  |
|  |                               |                               |     |                                |                                |       |  |
|  | Colorado Springs, 9 de agosto |                               |     |                                |                                |       |  |
|  | Brasil                        | 60                            |     |                                |                                |       |  |
|  | Canadá                        | 67                            |     |                                |                                |       |  |
|  |                               |                               |     |                                |                                |       |  |
|  |                               |                               |     |                                | Colorado Springs, 10 de agosto |       |  |
|  |                               |                               |     |                                | Canadá                         | 74    |  |
|  |                               | Estados Unidos                | 104 |                                |                                |       |  |
|  |                               |                               |     |                                |                                |       |  |
|  |                               |                               |     |                                |                                |       |  |
|  |                               |                               |     |                                | Tercer lugar                   |       |  |
|  | Colorado Springs, 9 de agosto | Colorado Springs, 9 de agosto |     | Colorado Springs, 10 de agosto | Colorado Springs, 10 de agosto |       |  |
|  | Estados Unidos                | 97                            |     | Brasil                         | 67                             |       |  |
|  | Argentina                     | 51                            |     |                                | Argentina                      | 69    |  |

### Semifinales
| 9 de agosto, 15:30                     | Brasil                                | 60 - 67                               | Canadá           |  |
| Reporte                                |                                       |                                       |                  |  |
| Parciales: 13-23, 16-12, 19-13, 12-19  | Parciales: 13-23, 16-12, 19-13, 12-19 | Parciales: 13-23, 16-12, 19-13, 12-19 | Colorado Springs |  |
| Domingos Marcelino, Vitoria Maria (16) | Pts                                   | Provo, Daneesha Danielle (18)         | Colorado Springs |  |
| De Paula, Gabriela Guimaraes (13)      | Rebs                                  | Colley, Shaylisha (9)                 | Colorado Springs |  |
| Ribeiro Benedicto, Kananda (2)         | Asists                                | Buttenham, Christina Brianne (5)      | Colorado Springs |  |

| 9 de agosto, 20:00                  | Estados Unidos                      | 97 - 51                             | Argentina        |  |
| Reporte                             |                                     |                                     |                  |  |
| Parciales: 30-8, 26-8, 20-23, 21-12 | Parciales: 30-8, 26-8, 20-23, 21-12 | Parciales: 30-8, 26-8, 20-23, 21-12 | Colorado Springs |  |
| Wilson, A'Ja Riyadh (23)            | Pts                                 | Garcia, Agustina Sol (12)           | Colorado Springs |  |
| Wilson, A'Ja Riyadh (9)             | Rebs                                | Giustiniani, Emilia (4)             | Colorado Springs |  |
| Collier, Napheesa (7)               | Asists                              | Giustiniani, Emilia (7)             | Colorado Springs |  |

### Tercer Puesto
| 10 de agosto, 15:30                   | Brasil                                | 67 - 69                               | Argentina        |  |
| Reporte                               |                                       |                                       |                  |  |
| Parciales: 13-15, 10-15, 25-18, 21-19 | Parciales: 13-15, 10-15, 25-18, 21-19 | Parciales: 13-15, 10-15, 25-18, 21-19 | Colorado Springs |  |
| Llorente, Victoria (23)               | Pts                                   | Cortes, Susan Rafael (13)             | Colorado Springs |  |
| Llorente, Victoria (15)               | Rebs                                  | Domingos Marcelino, Vitoria Maria (9) | Colorado Springs |  |
| Armesto, Magali Aldana (7)            | Asists                                | De Carvalho, Mariane Roberta (4)      | Colorado Springs |  |

### Final
| 10 de agosto, 17:30                   | Estados Unidos                        | 104 - 74                              | Canadá           |  |
| Reporte                               |                                       |                                       |                  |  |
| Parciales: 26-12, 24-20, 29-15, 25-27 | Parciales: 26-12, 24-20, 29-15, 25-27 | Parciales: 26-12, 24-20, 29-15, 25-27 | Colorado Springs |  |
| Wilson, A'Ja Riyadh (25)              | Pts                                   | Colley, Shaylisha (16)                | Colorado Springs |  |
| Wilson, A'Ja Riyadh (11)              | Rebs                                  | Colley, Shaylisha (3)                 | Colorado Springs |  |
| Moore, Mariya (7)                     | Asists                                | Provo, Daneesha Danielle (5)          | Colorado Springs |  |

## Medallero
| Estados Unidos | Canada | Argentina |

### Clasificación general
| 1. Estados Unidos |
| 2. Canadá         |
| 3. Argentina      |
| 4. Brasil         |
| 5. Puerto Rico    |
| 6. Chile          |
| 7. México         |
| 8. El Salvador    |